# Як-18
Як-18 (на руски: Як-18; НАТО: Max) е съветски двуместен учебен самолет за първоначално обучение на пилоти, разработен от конструкторското бюро Яковлев. Въведен е в експлоатация през 1946 година и се използва и в наши дни. Произвежда се под лиценз и от китайската компания Хунду под името Нанчан CJ-5.

## Галерия
- Як-18
- Як-18 в Полски авиационен музей в Краков
- Як-18 на пощенска марка на СССР